# Collegio Hermann Spethmann
Il Collegio Hermann Spethmann, noto anche con l'acronimo CHS, è un collegio privato inaugurato nel 1988 nel comune di Criciúma, nello stato di Santa Catarina, in Brasile.
Il Collegio Hermann Spethmann è diventato un punto di riferimento per l'alfabetizzazione degli studenti con esigenze diverse di apprendimento, impiegando metodi innovativi che non necessitano di esami di valutazione e non segnalano l'inizio e la fine delle lezioni. Roseli da Luz ha spiegato che "le prove non certificano niente. L'obiettivo della scuola è insegnare e non preparare gli studenti per gli esami."

## Storia
All'inizio del XX secolo, a causa dell'installazione dei nuclei di colonizzazione tedesca nel nord dello stato di Santa Catarina, c'era interesse da parte del governo dello Stato di offrire assistenza agli immigrati in vari settori quali istruzione, sanità e assistenza sociale.
Per incoraggiare l'arrivo di immigrati qualificati per sviluppare un lavoro di qualità, il governo ha preparato nell'Università della Germania un intenso programma di coinvolgimento di studenti provenienti da diversi collegi.
Hermann Spethmann nasce il 1º gennaio 1888 nella città di Lubecca, in Germania e muore in Brasile nel 23 giugno 1953. Dopo due anni di servizio attivo in medicina accademica, firma un contratto con lo stato di Santa Catarina per offrire assistenza agli immigrati nel settore della salute. Nel 1911 emigra in Brasile in nave; durante il viaggio conosce Hana, futura moglie e madre dei suoi figli. Per raggiungere la capitale dello stato prende in carico la direzione nel settore della salute nella colonia di São Pedro de Alcântara.
Dopo anni di attività, disgustato dall'assenza di materiale di supporto, farmaci e persino di errori di contratto, Hermann Spethmann prende la decisione di rinunciare al lavoro al governo dello stato per aprire la propria istituzione. Nel comune di Joinville inaugura la sua farmacia, che ha però pochi anni di successo a causa della concorrenza con la farmacia Bornschein, oggi  Catarinense. A quel punto hermann va da un suo amico, un ispettore scolastico, il quale gli prone un lavoro prosperoso nel settore dell'istruzione. Stimolato da molti ed entusiasta  all'idea di insegnare ai giovani, accetta la sfida e si specializza a Florianopolis. Completato il corso, viene mandato in una scuola privata di Arapongas, città di Indaial. In sedici anni di insegnamento a scuola, ha l'opportunità di vedere molti dei suoi studenti distinguersi in diversi settori. Purtroppo, con l'inserimento del programma di nazionalizzazione del Getúlio Vargas che non permetteva l'uso della lingua tedesca nelle scuole, nel 1939 Hermann Spethmann deve lasciare la professione di insegnante.